# Gouvernement Dámaso Berenguer
Royaume d'Espagne
Directoire civil Cabañas
Le Gouvernement de Dámaso Berenguer est le gouvernement du royaume d'Espagne au cours de la dictature de Dámaso Berenguer, en fonction du 30 janvier 1930 au 18 février 1931.

## Composition
La composition est la suivante,,, :
| Portefeuille                                         | Titulaires | Titulaires                                                                     | Parti |
| ---------------------------------------------------- | ---------- | ------------------------------------------------------------------------------ | ----- |
| Président du Conseil Ministre de la Guerre           |            | Dámaso Berenguer                                                               |       |
| Ministre d'État                                      |            | Jacobo Fitz-James Stuart y Falcó                                               |       |
| Ministre de la Justice et du Culte                   |            | José Estrada y Estrada (jusqu'au 25/11/1930) Joaquín de Montes y Jovellar (es) |       |
| Ministre des Finances                                |            | Manuel Argüelles Argüelles (jusqu'au 20/8/1930) Julio Wais San Martín (es)     |       |
| Ministre du Gouvernement                             |            | Enrique Marzo Balaguer (jusqu'au 25/11/1930) Leopoldo Matos y Massieu          |       |
| Ministre de l'Équipement                             |            | Leopoldo Matos y Massieu (jusqu'au 25/11/1930) José Estrada y Estrada          |       |
| Ministre de la Marine                                |            | Salvador Carvia y Caravaca                                                     |       |
| Ministre de l'Instruction publique et des Beaux-arts |            | Elías Tormo                                                                    |       |
| Ministre du Travail et de la prévoyance              |            | Pedro Sangro y Ros de Olano                                                    |       |
| Ministre de l'Économie national                      |            | Luis Rodríguez de Viguri                                                       |       |